# شرتنز
شهر شرتنز (به آلمانی: Schortens) در ایالت نیدرزاکسن در کشور آلمان واقع شده‌است.